# Laetitia Fech
Laetitia Fech OCist (* 21. Mai 1957 in München als Agathe Fech) ist seit 1995 Äbtissin des Klosters Waldsassen.

## Leben
Fech trat 1979 in die Zisterzienserinnenabtei Lichtenthal ein, wo sie den Ordensnamen Laetitia annahm. Fech legte die Profess am 25. März 1980 ab. Sie arbeitete als Meisterin in der Paramentenstickerei.
Seit 1994 lebt sie im Kloster Waldsassen, wo sie am 26. August 1995 zur Äbtissin gewählt wurde. Am 3. Oktober 1995 empfing sie durch den damaligen Bischof von Regensburg Manfred Müller die Benediktion, umgangssprachlich „Äbtissinnenweihe“. Der Feierlichkeit wohnte auch Generalabt Maurus Esteva Alsina bei. Ihr Wahlspruch lautet: „Die dem Herrn vertrauen, schöpfen neue Kraft.“ (Jesaja 40,31) Die Denkmalschutzmedaille wurde ihr zugesprochen, weil es ihr bei den Instandsetzungsarbeiten gelungen war, die Funktionsfähigkeit von Kloster, Schule und allgemein zugänglichen Bereichen unter Berücksichtigung des Denkmalschutzes zu erhalten. Eine besondere Errungenschaft ist die Errichtung der Begegnungsstätte Haus St. Joseph im unvollendet gebliebenen Westhof mit seinen spätmittelalterlichen Elementen. 2010 wurde der Pilgerweg Via Porta eingeweiht, der vom Kloster Volkenroda und dem Kloster Waldsassen unterhalten wird.
Laetitia Fech und das von ihr geleitete Kloster Waldsassen war Gegenstand der Folge Bayern erleben am 13. Februar 2023 im Bayerischen Fernsehen.

## Auszeichnungen
- Bayerischer Verdienstorden
- 2003: Bundesverdienstkreuz am Bande – für den Erhalt der Gebäudesubstanz ihres Klosters
- 2005: Pro meritis scientiae et litterarum des Freistaats Bayern – für ihre Verdienste in der Denkmalpflege
- 2007: Bayerische Denkmalschutzmedaille
- 2009: Bayerische Verfassungsmedaille in Silber
- 2015: Bayerische Verfassungsmedaille in Gold